# (469333) 2000 PE30
(469333) 2000 PE30 ist ein großes transneptunisches Objekt, das bahndynamisch als Scattered Disk Object (SDO) eingestuft wird. Aufgrund seiner Größe gehört der Asteroid möglicherweise zu den Zwergplanetenkandidaten.

## Entdeckung
2000 PE30 wurde am 5. August 2000 von Matthew Holman am Mauna-Kea-Observatorium (Hawaii) entdeckt. Die Entdeckung wurde am 20. Juli 2001 zusammen mit Bienor, 1998 KY61 und 2000 OJ67 bekanntgegeben, der Planetoid erhielt später von der IAU die Kleinplaneten-Nummer 469333.
Der Beobachtungsbogen des Planetoiden beginnt mit der offiziellen Entdeckungsbeobachtung am 5. August 2000. Im April 2017 lagen insgesamt 146 Beobachtungen über einen Zeitraum von 15 Jahren vor. Die bisher letzte Beobachtung wurde im Juli 2015 am Pan-STARRS-Teleskop (PS1) durchgeführt. (Stand 11. März 2019)

## Eigenschaften

### Umlaufbahn
2000 PE30 umkreist die Sonne in 404,86 Jahren auf einer elliptischen Umlaufbahn zwischen 35,73 AE und 73,73 AE Abstand zu deren Zentrum. Die Bahnexzentrizität beträgt 0,347, die Bahn ist 18,38° gegenüber der Ekliptik geneigt. Derzeit ist der Planetoid 40,94 AE von der Sonne entfernt. Das Perihel durchlief er das letzte Mal 1985, der nächste Periheldurchlauf dürfte also im Jahre 2390 erfolgen.
Sowohl Marc Buie (DES) als auch das Minor Planet Center klassifizieren den Planetoiden als SDO; letzteres führt ihn allgemein auch als «Distant Object».

### Größe
Derzeit wird von einem Durchmesser von 375 km ausgegangen, basierend auf einem Rückstrahlvermögen von 4 % und einer absoluten Helligkeit von 6,2 m. Ausgehend von diesem Durchmesser ergibt sich eine Gesamtoberfläche von etwa 442.000 km². Die scheinbare Helligkeit von 2000 PE30 beträgt 22,34 m.
Da es denkbar ist, dass sich 2000 PE30 aufgrund seiner Größe im hydrostatischen Gleichgewicht befindet und somit weitgehend rund sein könnte, erfüllt er möglicherweise die Kriterien für eine Einstufung als Zwergplanet. Mike Brown geht davon aus, dass es sich bei 2000 PE30 um vielleicht einen Zwergplaneten handelt.
2000 PE30 scheint eine bläuliche (neutrale) Färbung aufzuweisen, weswegen die Albedo als vergleichsweise tief angenommen wird.
| Jahr                                         | Abmessungen km | Quelle   |
| -------------------------------------------- | -------------- | -------- |
| 2018                                         | 293,0          | Johnston |
| 2018                                         | 375,0          | Brown    |
| Die präziseste Bestimmung ist fett markiert. |                |          |